# 德拉尼鼠亞科
德拉尼鼠亞科（Delanymyinae），哺乳綱、囓齒目、馬島鼠科的一亞科，而與德拉尼鼠亞科同科的動物尚有岩攀鼠屬（岩攀鼠）、旱台鼠屬（旱台鼠）等之數種哺乳動物。